# Albert Babeau
Albert Arsène Babeau,  född den 14 mars 1835 i Cambrai, död den 1 januari 1914 i Paris, var en fransk historiker.
Babeau bosatte sig i Troyes och ägnade sig åt undersökningar över lokalhistorien samt den inre förvaltningen före franska revolutionen. Han blev 1901 ledamot av Académie des sciences morales et politiques. Bland Babeaus arbeten, som redan genom ämnena är intressanta, kan nämnas: Histoire de Troyes pendant la révolution (2 band, 1873–74), L'instruction primaire dans les campagnes avant 1789 (1875), Le village sous l'ancien régime (1877; ny upplaga 1879), La ville sous l'ancien régime (1880; ny upplaga 1884), vilket arbete prisbelönades av Franska akademien, La vie rurale dans l'ancienne France (1882; ny upplaga 1885), Les artisans et les domestiques d’autrefois (1885), Les bourgeois d'autrefois (1886), La vie militaire sous l'ancien régime (2 band, 1890), Le maréchal de Villars (1891), La province sous l'ancien régime (2 band, 1894) och Le Louvre et son histoire (1895).